# East Prairie
East Prairie és una població dels Estats Units a l'estat de Missouri. Segons el cens del 2000 tenia 3.227 habitants.

## Demografia
Segons el cens del 2000, East Prairie tenia 3.227 habitants, 1.333 habitatges, i 906 famílies. La densitat de població era de 973,4 habitants per km².
Dels 1.333 habitatges en un 32,8% hi vivien nens de menys de 18 anys, en un 45,7% hi vivien parelles casades, en un 18,8% dones solteres, i en un 32% no eren unitats familiars. En el 28,9% dels habitatges hi vivien persones soles el 15,2% de les quals corresponia a persones de 65 anys o més que vivien soles. El nombre mitjà de persones vivint en cada habitatge era de 2,41 i el nombre mitjà de persones que vivien en cada família era de 2,95.
Per edats la població es repartia de la següent manera: un 26,9% tenia menys de 18 anys, un 10,1% entre 18 i 24, un 26,6% entre 25 i 44, un 22% de 45 a 60 i un 14,5% 65 anys o més.
L'edat mediana era de 34 anys. Per cada 100 dones de 18 o més anys hi havia 78,5 homes.
La renda mediana per habitatge era de 19.825 $ i la renda mediana per família de 24.063 $. Els homes tenien una renda mediana de 23.494 $ mentre que les dones 16.284 $. La renda per capita de la població era de 10.912 $. Entorn del 25,6% de les famílies i el 30,1% de la població estaven per davall del llindar de pobresa.

## Poblacions properes
El següent diagrama mostra les poblacions més properes.